# Turism i Grekland
Turism i Grekland anses vara en av de viktigaste inkomstkällorna i det grekiska samhället, vilket syns tydligt. Varje år besöker cirka 17 miljoner turister Grekland, dels för att se den antika konsten och gamla kulturminnen, dels för att bada i medelhavet och titta på de blå- och vitmålade kyrkor och tempel som finns såväl på fastlandet som i övärlden. Grekland ligger på 11:e plats i världen i fråga om inkomsterna från turismen och på 16:e plats angående de internationella ankomsterna till Grekland .
De främsta turistmålen är de grekiska öarna, då främst Kreta, Korfu, Zakynthos och Rhodos, men städer som Aten, Thessaloniki och Ioannina har börjat bli mer populärt med åren. Greklands Turistdepartement och Greklands Nationella Turistorganisation (på grekiska EOT) har de sista åren lanserat en kampanj som främjar nya typer av turism, till exempel citybreaks och vars mål är att försöka fördela turismen jämnare under året. Greklands nya turist-logotyp består idag av nio cirklar, som i sin tur symboliserar de nio nya typerna av turism och mottot är "Greece, the true experience". 